# William J. Gedney
William J. Gedney (* 4. April 1915 in Orchards, Washington; † 14. November 1999 in Ann Arbor, Michigan) war ein US-amerikanischer Linguist südostasiatischer Sprachen (insbesondere Tai-Kadai-Sprachen) und Thaiist. 

## Leben und Wirken
Nach seinem Examen, das er 1935 am Whitman College mit summa cum laude abschloss, arbeitete Gedney als Englischlehrer in Oregon und im Staat Washington. In den schulfreien Sommermonaten beschäftigte er sich ernsthaft mit der Linguistik, doch wurde er beim Ausbruch des Zweiten Weltkriegs zur Army Language Unit in New York City eingezogen, wo er sich mit der thailändischen Sprache beschäftigte. Gleichzeitig ging er einem Sanskrit-Studium an der Yale-Universität nach.
1947 schloss Gedney seine Promotion ab und siedelte nach Thailand um, wo er seine Studien zur thailändischen Sprache und Literatur bei einigen der wichtigsten Gelehrten des Landes fortsetzte. Gleichzeitig begann er eine Sammlung an thailändischer Literatur aufzubauen, die auf über 14.000 Exemplare anwachsen sollte. Diese kleine Bibliothek verschenkte er 1975 an die Universität Michigan. In den folgenden zwei Jahrzehnten arbeitete Gedney über die Tai-Sprachen und führte zahlreiche Projekte hierzu durch. Er suchte insbesondere viele Vertreter der weniger gesprochenen Sprachen dieser Familie in Südostasien und Südchina auf, um die Charakteristiken dieser Sprachen festzuhalten. Dabei wurde er bekannt für die Exaktheit seiner Aufzeichnungen zu den tonalen und phonologischen Eigenarten dieser Sprachen. 
Alles in allem arbeitete Gedney über 22 Sprachen, wie z. B. Saek, Lue und Yay, die er tief erforschte. Seine Erkenntnisse legte er in einer achtbändigen Reihe nieder, die vom Center for South and Southeast Asian Studies an der Universität Michigan veröffentlicht wurden. 
1980 schied Gedney aus dem Lehrkörper der Universität Michigan aus, nachdem er zwischen 1972 und 1975 als Dekan der Fakultät für Linguistik gewirkt hatte. Während seiner gesamten Karriere war Gedney in der Linguistic Society of America, der American Oriental Society der Siam Society der Association for Asian Studies und der Southeast Asian Linguistic Society tätig. 1981 diente er als Vizepräsident der American Oriental Society, 1982 als deren Präsident. 
Mit der Konzentration auf Daten und seinen weitreichenden Kenntnissen der Kam-Tai-Sprachen wurde Gedney einer der hervorragenden Forscher über die vergleichend-historische Forschung des Siamesischen, der thailändischen Sprache, und anderen Tai-Sprachen. Doch sein Einfluss reichte weit über die Linguistik hinaus. Forscher anderer Fachrichtungen, wie Geschichte, Politikwissenschaft, Kunstgeschichte und Anthropologie, suchten seinen Rat. 
William J. Gedney starb am 14. November 1999 in Ann Arbor, Michigan.

## Veröffentlichungen (Auswahl)
- William J. Gedney’s comparative Tai source book. University of Hawaiʻi Press, Honolulu 2008.
- William J. Gedney’s concise Saek-English, English-Saek lexicon. University of Hawaiʻi Press, Honolulu 2010.